# Alsu Kurmaševová
Alsu Kurmaševová (* 1. září 1976) je rusko-americká novinářka, která pracuje pro Rádio Svobodná Evropa.

## Životopis
Kurmaševová je původem etnická Tatarka a narodila se v Kazachstánu. Vystudovala žurnalistiku na Kazaňské univerzitě. Nejdříve pracovala jako učitelka, od roku 1999 je novinářkou v tatarské redakci Svobodné Evropy, kde poznala svého manžela Pavla Butorina, absolventa studií masové komunikace univerzity v Ohiu, který je vedoucím pracovníkem ruské redakce Svobodné Evropy v Praze. 
Manželé žijí a pracují v Praze a mají dvě dospívající dcery.
Kurmaševová byla 18. října 2023 zatčena v ruské Kazani, kam odcestovala soukromě na návštěvu matky. Byla obviněna z toho, že se nezaregistrovala jako tzv. zahraniční agent. V červenci 2024 byla odsouzena k trestu odnětí svobody v délce šesti a půl roku.
Dne 1. srpna 2024 byla Kurmaševová propuštěna na svobodu v rámci mezinárodní výměny vězňů.

## Zadržení
Kurmaševová přijela do Ruska z rodinných důvodů 20. května 2023. Při čekání na zpáteční let 2. června 2023 byla na letišti v Kazani dočasně zadržena. Úřady jí zabavily pasy, což jí znemožnilo zemi opustit. Podle soudních dokumentů dostala pokutu 10 000 rublů za to, že 11. října 2023 nezaregistrovala svůj americký pas.
Znovu zadržena byla 18. října 2023. Byla obviněna z toho, že se nezaregistrovala jako tzv. zahraniční agent, za což jí hrozilo až pět let vězení. Kurmaševová podle obvinění „úmyslně na internetu prováděla cílené shromažďování vojenských informací o ruských aktivitách za účelem předávání informací zahraničním zdrojům.“ Podle svého právníka vinu odmítá.
Zadržení Kurmaševové vyvolalo kritiku zejména ze strany západních vlád a mezinárodních organizací pro lidská práva a svobodu médií. Ruský novinář Dmitrij Kozelev komentoval její zatčení slovy: „Bylo zajato další rukojmí.“
Americké ministerstvo zahraničí uvedlo, že zadržení Kurmaševové je ruským obtěžováním amerických občanů. Mluvčí Kremlu Dmitrij Peskov to popřel. Analytici podle agentury Associated Press uvedli, že Rusko může využívat uvězněné Američany jako výhodu ve vyjednávání poté, co po ruské invazi na Ukrajinu vzrostlo rusko-americké napětí.
V červenci 2024 ji ruský soud odsoudil na šest a půl roku za šíření „lživých informací o ruské armádě“. Americká ambasáda v Moskvě poté vyzvala ruské úřady k jejímu propuštění. Rozsudek odsoudil i ministr zahraničí Jan Lipavský.
Dne 1. srpna 2024 byla Kurmaševová propuštěna na svobodu v rámci mezinárodní výměny vězňů, při níž se z Ruska dostali také ruští opozičníci Vladimir Kara-Murza a Ilja Jašin, odsouzení k dlouholetým trestům vězení. Odletěla do USA, kde ji přivítal prezident Joe Biden.

## Osobní život
Kurmaševová má americké i ruské občanství. Je vdaná a má dvě děti. Jedním z oněch dětí je i dcera Miriam, narozená 3. srpna, které u příležitosti jejích 13. narozenin zazpíval osobně americký prezident Joe Biden. Stalo se tak 2. 8. 2024 v Bílém domě během oslavy návratu její matky z ruského zajetí, odkud se dostala díky výměně vězňů.